# Get the Party Started
Get the Party Started је водећи сингл америчке певачице Пинк са другог албума Missundaztood из 2001. године. Текст песме је написала Линда Пери.

### Пријем
Песма је постала интернационални хит који је заузео високе позиције на топ-листама. Децембра 2001. године сингл је достигао 4. место на америчкој Билборд хот 100 листи, што је највећи успех који је Пинк достигла у својој земљи после сингла So What из 2008. године који се пласирао на 1. место. У Аустралији, Get the Party Started је заузео 1. место док је у многим земљама успео да се котира до 2. места, одмах иза песме Whenever, Wherever колумбијске певачице Шакире. Сингл је достигао златни тираж у Аустралији, Аустрији, Немачкој, Шведској и Швајцарској, а у Норвешкој је достигао платинсти тираж.

### Награде
2002. године сингл је добио МТВ ЕМА награду у категорији „најбоља песма“, а 2003. је номинована за Греми награду у категорији „најбољи женски поп вокал“. Ову песму често сматрају песмом по којој Пинк најчешће препознају, с обзиром да она често воли да свој концерт заврши управо овом песмом на бис.

### Музички спот
Видео је режирао Дејв Мејерс, а снимљен је крајем септембра 2001. године у Лос Анђелесу. У споту, певачица Пинк, чија је коса, у овом споту кратка и плава, се спрема за излазак испробавајући различит аутфит. Њена пријатељица долази по њу и заједно крећу али убрзо долази до квара на аутомобилу. Затим оне излазе из аутомобила и краду скејтове од двојице дечака, али Пинк пада гледајући у момке који јој звижде. Девојке напокон долазе на журку, али им обезбеђење забрањује да уђу. Оне се сналазе и скелом пењу до врха зграде. Унутра се Пинк пресвлачи и креће да игра са осталим момцима. У споту се појављује Линда Пери као бартендер и Кевин Федерлајн, пратећи плесач који је био у браку са Бритни Спирс.
Спот је 2002. године освојио 2 МТВ ВМА награде у категорији „најбољи поп спот“ и „најбољи женски спот“, а био је номинован у категорији „најбољи денс спот“.

### Топ листе
| Година | Земља                | Врх |
| ------ | -------------------- | --- |
| 2001   | Аустралија           | 1   |
| 2002   | Аустрија             | 2   |
| 2002   | Уједињено Краљевство | 2   |
| 2002   | Италија              | 1   |
| 2002   | Канада               | 11  |
| 2001   | Немачка              | 2   |
| 2002   | Нови Зеланд          | 1   |
| 2002   | Норвешка             | 2   |
| 2001   | САД                  | 4   |
| 2002   | Француска            | 17  |
| 2002   | Холандија            | 2   |
| 2002   | Швајцарска           | 2   |
| 2002   | Шведска              | 3   |

### Друго
- Током сезоне 2002/2003. песма је коришћена у америчкој НБА лиги, као и пре почетка утакмице у финалним утакмицама.